# Encephalartos relictus
Encephalartos relictus P.J.H.Hurter, 2001 è una pianta appartenente alla famiglia delle Zamiaceae. Originariamente diffusa nello Swaziland la pianta è attualmente estinta in natura.

## Descrizione
È una cicade a portamento arborescente, con fusto alto sino a 2,5 m e con diametro di 40–45 cm, con fusti secondari che si originano da polloni basali.

Le foglie, pennate, di colore verde-bluastro, sono lunghe 1–2 m, sorrette da un picciolo lungo circa 15 cm, e composte da numerose paia di foglioline lanceolate, coriacee, disposte sul rachide con un angolo di circa 40°, lunghe sino a 20–25 cm, con margine intero e un pungente.

È una specie dioica, di cui tuttavia sono noti solo esemplari maschili che presentano da 1 a 3 coni subconici, lunghi circa 20–24 cm e larghi 12–15 cm, di colore giallo-verdastro.

## Distribuzione e habitat
L'areale originario della specie era ristretto ai monti Lebombo, al confine tra lo Swaziland ed il Mozambico, ad una altitudine di circa 1000 m.

L'ultimo esemplare noto della specie, scoperto nel 1971, fu espiantato dal sito originario e trasferito in un giardino privato. Le successive ricerche di altri esemplari diedero sempre esito negativo.

## Conservazione
La IUCN Red List classifica E. relictus come specie estinta in natura.

La specie è inserita nella Appendice I della Convention on International Trade of Endangered Species (CITES)